# 534
سنة 534 م (بالأرقام الرومانية: DXXXIV) كانت سنة بسيطة تبدأ يوم الأحد (الرابط يظهر نموذج الجدول الزمني الكامل للسنة) من التقويم اليولياني. بدأت تسمية السنة ب534 منذ العصور الوسطى المبكرة، عندما أصبح تقويم أنو دوميني هو الأسلوب السائد في أوروبا لتسمية السنوات.

## أحداث
- نهاية حرب فندالية في 1 مارس 534 والتي بدأت في 1 يونيو 533.

## وفيات
- الزير سالم
- جساس بن مرة